# Castanea × neglecta
Castanea × neglecta es aceptada como una notoespecie árbolea del género Castanea en la familia Fagaceae, correspondiendo al híbrido Castanea dentata × Castanea pumila, dos especies de "castaños americanos".

## Descripción
«Es un árbol pequeño con hojas de 9-15 cm de largo, glabrescentes como las de C. pumila, pero más grandes. Los amentos y el involucro son mayores y las espinas de la cápsula son irregulares.»
Muy diferente de C. pumila por sus involucros de mayor diámetro (3-3,5cm) y las espinas del calibio mucho más irregulares y menos masivas. Las inflorescencias femeninas están dispuestas en la base de los amentos, como en C. pumila, y miden 9-18 cm, usualmente 11-14, con eje blanquecino-lanudo de pubescencia persistente más gorda y menos densa; el único aquenio, de 8-9mm de diámetro, no parece ser diferente. Los filamentos de los estambres son de color rojizo, las hojas jóvenes tienen pelos disciformes dispersos y el nervio principal los tiene estrellados; las ramitas son pubescentes en su juventud, con pelos lanosos poco densos y otros más grandes persistentes durante mayor tiempo.

## Hábitat y distribución
En bosques mixtos de suelos arenosos. Nativa y endémica de Estados Unidos (Maryland, Carolina del Norte, Tennessee y Virginia)

## Taxonomía
Descrito originalmente por Louis-Albert Dode como Castanea neglecta en Notes Dendrologiques, VI, Sur les châtaigniers, 9. - Castanea neglecta, Bulletin de la Sociéte Dendrologique de France, 8, p. 155-156, 1908. Allí, precisa claramente que podría tratarse de un híbrido de padres C. pumila y C. dentata, pero en ningún caso lo afirma. No consta en la literatura botánica posterior que algún autor haya considerado, demostrado y publicado que la especie de Dode sea un híbrido. A pesar de lo cual, hoy día, todas las referencias apuntan a un híbrido válido Castanea × neglecta, aunque, por ejemplo, Flora of North America, que se supone describir, entre otras, las especies norteamericanas, menciona que «Híbridos putativos entre Castanea dentata y C. pumila se conocen como C. × neglecta Dode.»
Más allá van los muy recientes estudios genéticos sobre el ADN cloroplastico (cpDNA) de los castaños americanos que identificaron cuatro linajes principales: 3 corresponden a Castanea dentata, C.pumila y C.ozarkensis y el 4º pertenece a un taxón descrito anteriormente como el híbrido Castanea × neglecta, validando la interpretación de Dode de una especie, Castanea pumila, y descartando la hipótesis del híbrido.
Etimología
- Castanea: nombre genérico que deriva del Griego χάστανον y luego el Latín castănĕa, -ae, nombre del castaño y de la castaña (Virgilio, Bucolicas,1, 82), esta última también llamada castanea nux (Virgilio, Bucolicas, 2, 52), la nuez del castaño.[9] También podría derivar de Castanaea, -ae o Castana, -ae, ciudad de Asia Menor o, según otros, del nombre armenio de este árbol.[10]

- neglecta: epíteto latino que significa "despreciada".[11]

Sinonimia
- Castanea margaretta f. dormaniae Ashe, Bull. Torrey Bot. Club, 54: 582, 1927[12]